# Peter Henlein

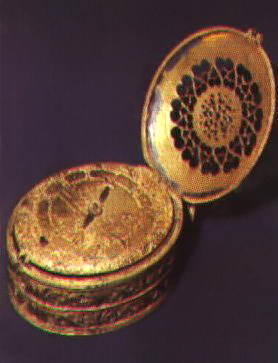
Montre portable (Taschenuhr) par Peter Henlein.

Peter Henlein était un serrurier et horloger de  Nuremberg, souvent considéré comme l'inventeur de la montre même si cela est discuté. 
Sa Taschenuhr en forme de tambour, une montre qu'il construisit de 1504 à 1508, pouvait marcher 40 heures avant de devoir être remontée.
Même si de nombreuses sources créditent Henlein de l'invention du  ressort de barillet, des descriptions et deux exemplaires existant encore montrent que le ressort de barillet existait déjà au début du XVe siècle.